# Gunnar Seidenfaden
Gunnar Seidenfaden (Varde, 24 februari 1908 – 9 februari 2001) was een Deens diplomaat en botanicus. Hij was Deens ambassadeur in Thailand van 1955 tot 1959, en in de Sovjet-Unie van 1959 tot 1961. Daarnaast was hij een expert in de orchideeën van Zuidoost-Azië.

## Levensloop
Gunnar Seidenfaden studeerde plantkunde aan de Universiteit van Kopenhagen in de Faculteit Biologie van 1926 tot 1934. Hij was tijdens zijn studie betrokken bij botanische onderzoeken in Groenland. Vanaf 1928 verbleef hij zes zomers lang in Groenland als deelnemer aan Lauge Kochs geologische expeditie naar oostelijk Groenland. Jammer genoeg faalde hij in zijn doctoraatsexamen (“magisterkonferens”) in plantkunde, en heroriënteerde hij zich naar economie and politieke wetenschappen; hij gradueerde als “Candidatus rerum politicarum” in 1940. Daarop ging hij werken voor het Deense Ministerie van Buitenlandse Zaken.
Na zijn jaren als ambassadeur kwam hij aan het hoofd van het juridisch bureau van het Ministerie tot in 1967. Hij vervulde nog verschillende missies als Deens afgevaardigde op internationale conferenties over milieuthema's, zoals CITES in 1973, de Conventie van Helsinki in 1979, en de Conventie van Bern in 1979.
In 1938 won hij een Scandinavische wedstrijd voor het beste populariserende wetenschappelijk werk met Modern Arctic Exploration. Gedurende zijn jaren in Thailand startte hij een langlopende samenwerking met het Royal Thai Forest Department, waarmee hij een aantal verzamelexpedities organiseerde tot midden de jaren 80.
Hij publiceerde verscheidene werken over orchideeën, zoals The Orchids of Thailand – A Preliminary List (met T. Smitinand) en Orchid Genera in Thailand vol. I- XIV. Deze werken zijn strikt taxonomisch en floristisch, maar verlucht met Seidenfadens eigen tekeningen van plantendelen gezien onder de microscoop. Hij beschreef tijdens zijn loopbaan ten minste 120 nieuwe soorten orchideeën.

## Eponiemen
De orchideeëngeslachten Seidenfadenia Garay, Seidenfadeniella C.S.Kumar, Seidenfia Szlach., Seidenforchis Marg., Gunnarella Senghas en Gunnarorchis Brieger zijn naar hem genoemd, evenals Fadenia, een geslacht van uitgestorven haaien uit het Perm.
- Author citation (botany): Seidenf.
- Gemeinsame Normdatei: 135641152
- International Standard Name Identifier: 0000 0001 1472 9327
- Library of Congress Control Number: n50005882
- Nationale Bibliotheek van Letland: 000241365
- Nationale Bibliotheek van Israël: 987007463642605171
- Nederlandse Thesaurus van Auteursnamen: 072834617
- LIBRIS: 335524
- Système universitaire de documentation: 070056153
- Museum of New Zealand Te Papa Tongarewa: 70823
- Virtual International Authority File: 55368697
- WorldCat: E39PBJkMPgWrchhpxMGhry3RKd